# Telephanus kuntzeni
Telephanus kuntzeni es una especie de coleóptero de la familia Silvanidae.

## Distribución geográfica
Habita en México.